# Chiodo da scavo
Un chiodo da scavo è un lungo ancoraggio utilizzato per stabilizzare scavi su roccia che possono avvenire sia in galleria sia in taglio roccia. Il chiodo trasferisce il carico dalla superficie esterna instabile alla parte interiore confinata (e dunque molto più resistente) dell'ammasso roccioso.

## Descrizione
I chiodi furono utilizzati per la prima volta nel settore minerario nell'ultimo decennio del 1800, con un uso sistematico documentato presso la miniera di piombo di St Joseph negli Usa degli anni '20. I chiodi per scavi sono stati applicati come supporto per le opere in sotterraneo civili negli Stati Uniti e in Australia a partire dalla fine degli anni '40. Successivamente, sono stati utilizzati e sviluppati ulteriormente a partire dal 1947 da ingegneri australiani che hanno iniziato a sperimentare chiodi di ancoraggio ad espansione di quattro metri mentre lavoravano nel complesso dei Monti Nevosi.
I chiodi per scavi sono quasi sempre installati in uno schema il cui disegno dipende da due parametri, la designazione della qualità dell'ammasso roccioso e dalla tipologia di scavo.. Questi chiodi sono una componente essenziale dello scavo attraverso l'NATM. Così come per gli ancoraggi, ci sono molte tipologie di posizionamento di chiodi per scavi, sia in maniera meccanica sia tramite resine epossidiche.
Ci sono anche barre in VTR che possono essere tagliati successivamente da successivi scavi. In letteratura sono presenti diversi articoli che trattano il metodo di design dei chiodi per scavo.
I chiodi per scavi lavorano "cucendo" la massa di roccia, sufficientemente prima che questa si possa movimentare tanto da allentarsi e franando pezzo per pezzo. Tali chiodi per scavi possono essere utilizzati per supportare la maglia metallica ma questa è di solito una piccola parte della loro funzione. A differenza dei chiodi di ancoraggio comuni, i chiodi per scavi possono essere incastrati per tutta la loro lunghezza in piccole fessure nella massa rocciosa, in modo che non siano completamente dipendenti dalla loro forza di estrazione. Questo è diventato oggetto di controversia nel progetto Big Dig, che ha utilizzato i test di estrazione molto più leggeri per i chiodi per scavi piuttosto che le prove appropriate per i bulloni di ancoraggio in calcestruzzo.
I chiodi per scavi possono essere usati anche per impedire la caduta massi.